# 九所御霊天神社
九所御霊天神社（くしょごりょうてんじんじゃ）は、兵庫県姫路市大善町にある神社。神屋天神社・市之郷天神・松本天神とも呼ばれる。境内には4つの摂末社も祀られている。

## 歴史
1573年（天正元年） - 1592年（文禄元年）は五柱を祀っていたが近世になってから主祭神の少彦名命を含めた九柱を祀るようになった。
石造の大鳥居には、1864年（元治元年）4月に御国産江戸積仲間の寄進である事と、旧飾磨市を指す「市別府」が刻まれている。この他、寄進された玉垣には、江戸産物会所、羽州・最上・庄内酒田・奥州・仙台などの東北地方の商人、御国産江戸積仲間で姫路藩大年寄六人衆の山本佐七郎・内海荘右衛門などの名が刻まれており、幕末の姫路の木綿流通などを知る史料となっている。
戦前は落語家桂米朝の実家であり祖父、父が神職であった。米朝自身も禰宜を務めたこともあったという。

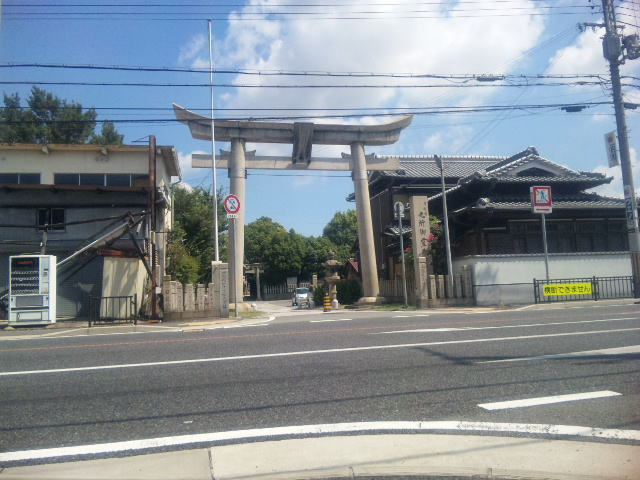
国道2号沿いにある外側の鳥居。
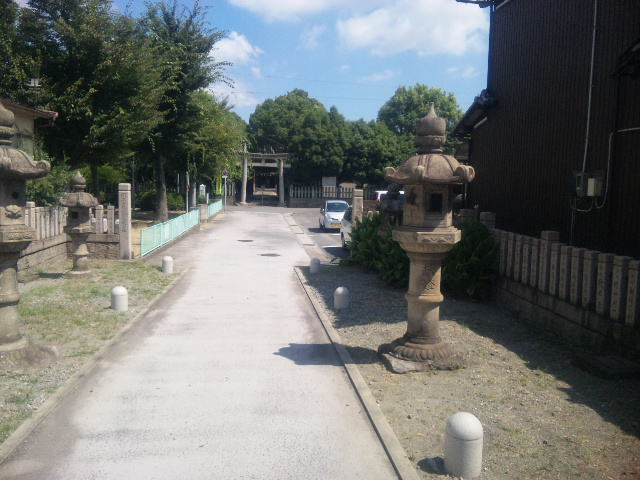
外の鳥居から内の鳥居へ続く参道。
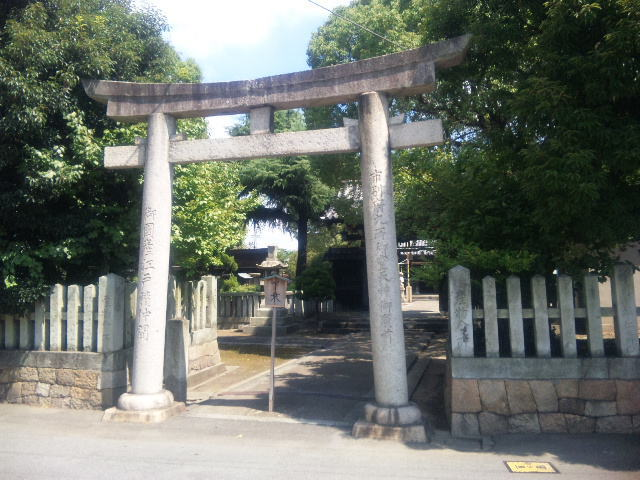
内側の鳥居。この鳥居に「御国産江戸積仲間」などが刻まれている。
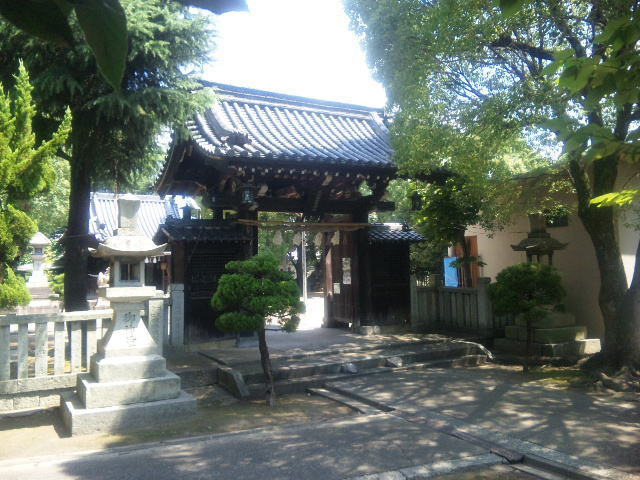
神社の門。
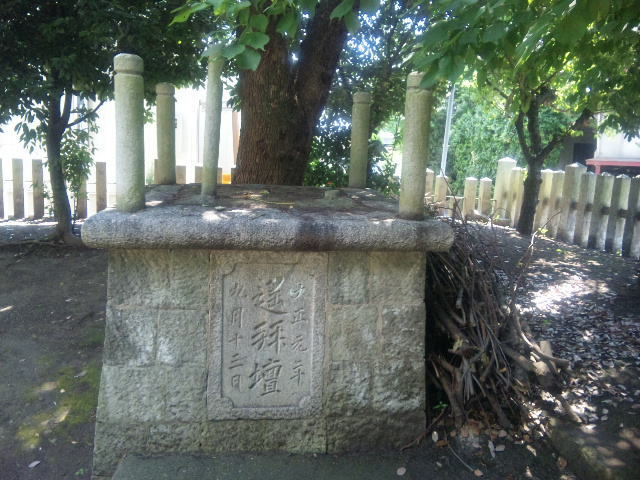
遙拝壇（大正元年9月13日と刻印）。

## 祭神
少彦名命・大山祇神・経津主神・菅原道真・大物主神・猿田彦神・柿本人麻呂・誉田別命・大鷦鷯命

## 摂末社
同境内にある摂末社と祭神
- 八幡社 - 伊弉諾大神・天照大御神・大己貴神・猿田彦神・誉田別神・豊受大神・奥津彦神・奥津姫神・埴山姫神
- 稲荷社 - 加茂居稲荷神・白髭稲荷神・秀高稲荷神・蒼稲魂神・畑稲荷神・福富稲荷神
- 厳島社（弁天社） - 市杵島姫神
- 大年社 - 大年神

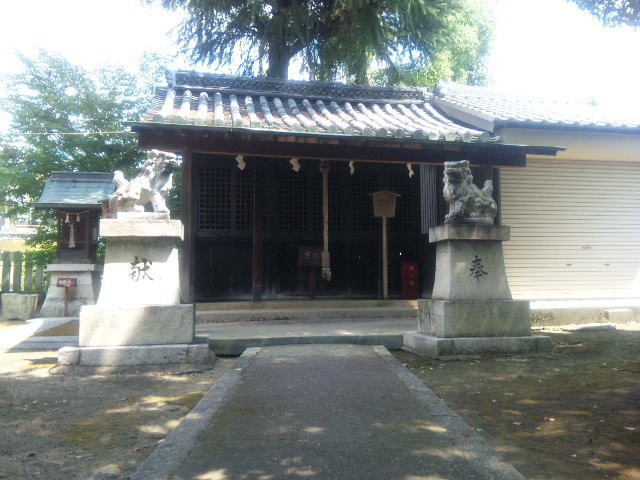
八幡社
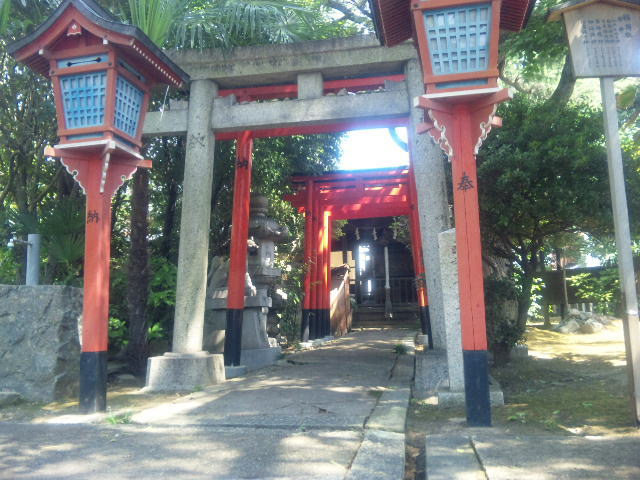
稲荷社
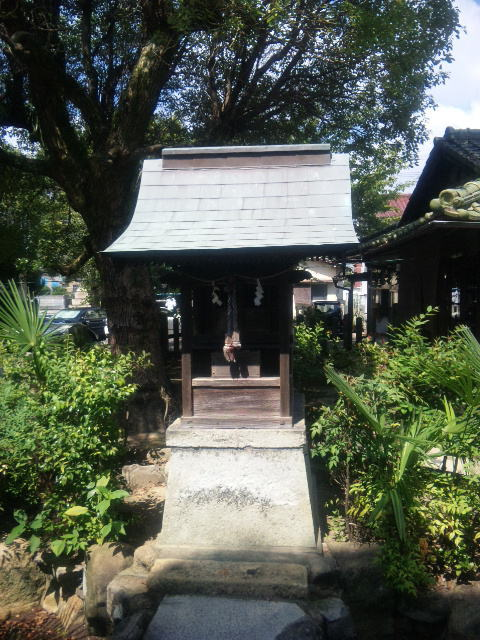
厳島社
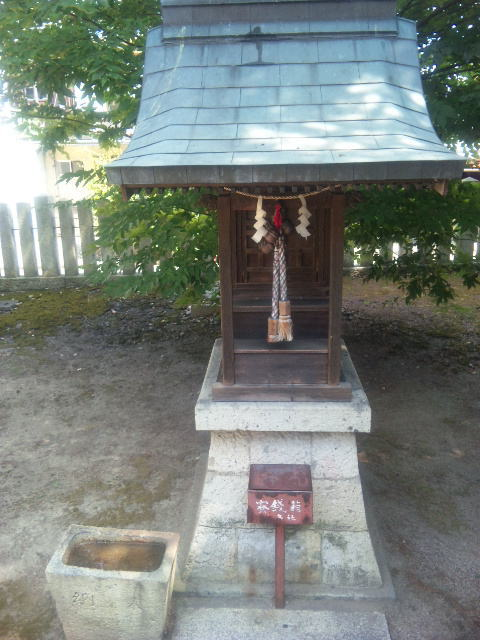
大年社

## 交通
- JR播但線京口駅から徒歩で約10分。